# Jan Asselijn
Jan Asselijn (Dieppe, ca. 1610 – Amsterdam, 28 september 1652) was een Nederlands schilder en tekenaar behorend tot de Hollandse School. Hij was de oudere broer van Thomas Asselijn, een toneeldichter.

## Biografie
Er is verwarring over waar Asselijn geboren is. Naast Dieppe, worden ook Utrecht en Keulen genoemd. Vanaf 1621, misschien ook later, woonde hij in Amsterdam, waar hij leerling was van Jan Martszen de Jonge of Esaias van de Velde. Zijn vroegst bekende werk dateert van 1634. Op 4 november 1635 wordt hij nog in Amsterdam vermeld als doopgetuige, voordat hij later dat jaar via Frankrijk naar Italië vertrok. Van omstreeks 1635 tot omstreeks 1644 woonde hij in Rome. Hier werd hij lid van de Bentvueghels, een vereniging van voornamelijk Nederlandse en Vlaamse kunstenaars actief in Rome, van wie hij de bijnaam "Crabbetje" kreeg. Zijn vingers waren zo krom dat hij nauwelijks een palet kon vasthouden!
Van 1644 tot 1645 woonde hij in de Franse stad Lyon, waar hij trouwde met Antonette Huwaart (of Houwaart), een Antwerpse. Nicolaes de Helt Stockade werd zijn zwager. In 1646 verbleef hij, volgens een dagboeknotitie van Willem Schellinks, van 10 augustus van dat jaar in Parijs. In april en juli 1647 is hij weer in Amsterdam vermeld en een jaar later liet hij een kind dopen in de Nieuwe kerk. Hij gaf les aan Frederik de Moucheron en maakte kennis met Rembrandt van Rijn. Asselijn woonde op Singel 286 in een huis dat hij huurde van burgemeester Antonie Oetgens van Waveren.
Asselijn schilderde de doorbraak van de Sint Antoniesdijk in maart 1651 en de brand van het stadhuis op de Dam in op 7 juli 1652. Op 24 januari was hij poorter geworden en op 28 september stelde zijn testament op. Enkele dagen later overleed hij. Asselijn is op 3 oktober begraven.
Van Asselijn zijn onder meer genrestukken, landschappen en dieren bekend. Zijn beroemdste schilderij is zonder twijfel De bedreigde zwaan. Het schilderij was in juni 1800 de eerste aankoop van de Nationale Konst-Gallery in paleis Huis ten Bosch in toen Wassenaar, de voorloper van het Rijksmuseum. Aan het schilderij wordt een allegorische betekenis toegeschreven, waarbij Johan de Witt Holland zou beschermen tegen de vijand, mogelijk Willem III van Oranje-Nassau, kroonprins van de vijand Engeland. Asselijn was een Italianisant, net als Jan Both en Jan Baptist Weenix. Gabriel Perelle maakte een serie gravures naar werk van Asselijn.

## Werken (selectie)
| Datering  | Titel                                              | Verblijfplaats                     | Afbeelding |
| --------- | -------------------------------------------------- | ---------------------------------- | ---------- |
| Ca. 1645  | De kreeftvissers                                   | Muzeum Pałac w Wilanowie, Warschau |            |
| 1646      | Ruitergevecht bij zonsondergang                    | Rijksmuseum Amsterdam, Amsterdam   |            |
| Ca. 1650  | Italiaans landschap                                | Poesjkinmuseum, Moskou             |            |
| Ca. 1650  | Ezeldrijvers bij een Italiaanse ruïne              | Rijksmuseum Amsterdam, Amsterdam   |            |
| Ca. 1650  | De bedreigde zwaan                                 | Rijksmuseum Amsterdam, Amsterdam   |            |
| 1651      | De doorbraak van de Sint Anthonisdijk in Amsterdam | Rijksmuseum Amsterdam, Amsterdam   |            |
| vóór 1652 | Kameel (Asselijn)                                  | onbekend                           |            |